# Chapelle Notre-Dame-de-Sardaigne de Saint-Cézaire-sur-Siagne
La Chapelle Notre-Dame-de-Sardaigne est une chapelle située dans le cimetière de Saint-Cézaire-sur-Siagne dans le département français des Alpes-Maritimes.

## Historique
L'église est citée entre 1138 et 1143 dans une bulle du pape Innocent II. Église paroissiale jusqu'en 1720, elle est ensuite délaissée et devient la chapelle du cimetière. Certains détails architecturaux (présences de griffes à la base des colonnes) peuvent montrer que la construction de l'édifice doit dater de la fin du XIIe siècle.
La voûte en berceau brisé a été en grande partie refaite au XVIe siècle.
Cette chapelle fait l’objet d’une inscription au titre des monuments historiques depuis le 9 décembre 1939.

## Présentation
La chapelle est bien orientée. Elle est rectangulaire à nef unique avec trois travées et se termine par une abside semi-circulaire. Bâtie en bel appareil, elle est voûtée en berceau brisé pour la nef et en cul-de-four sur l'abside mais à un niveau inférieur.
Les travées de la nef sont séparées par de simples colonnes engagées portant des chapiteaux cubiques recevant les arcs de décharge.
Sur la façade occidentale on peut voir une petite baie cruciforme.

## Mobilier
Dans l'église a été déposé un sarcophage romain du IVe siècle qui avait reçu les cendres de Marcus Octavius Népos qui mourut le jour de ses 18 ans.
L'église possède aussi un buste reliquaire de saint Césaire contenant une phalange de l'évêque. La relique a été authentifiée par Mgr Louis d'Aube de Roquemartine, évêque de Grasse, en 1679. Le reliquaire de sainte Victoire lui fait face.